# Münchener Volksbühne
Die Volksbühne München e.V. ist ein 1918 gegründeter Verein mit dem Zweck, preisgünstigen Zugang zu kulturellen Veranstaltungen in München und Umgebung zu ermöglichen. Dazu werden mit Bühnen und Veranstaltern Rahmenverträge geschlossen, die den Vereinsmitgliedern verbilligte Eintrittspreise ermöglichen.
In den Jahren 1899 und 1900 verfasste der spätere Gründer des Vereins, Georg Mauerer, seine Mitteilungen des Vereins Münchner Volksbühne, die als geistige Vorarbeit zur Gründung einer Volksbühne in München gelten können. Mauerer, der mit Gerhart Hauptmann an der  Gründung der Berliner Volksbühne beteiligt gewesen war, hatte erkannt, dass „die arbeitenden Menschen mehr brauchten als Brot“.
Die eigentliche Vereinsgründung erfolgte am 29. September 1918 mit der Aufführung von Georg Kaisers Schauspiel Die Bürger von Calais. Mit der Monatszeitschrift Münchner Volksbühne erreichte der Verein weite Kreise der  Bevölkerung. Ein erster Höhepunkt war im Jahre 1928 die Jubiläumsausstellung und ein Festvortrag in der Münchener Tonhalle. Ehrenmitglieder waren in dieser Zeit Schriftsteller wie Ricarda Huch, Thomas Mann, Komponisten wie Joseph Schmid und Richard Trunk wie auch Angestellte der Stadt. Die Kriegszeit und Anfeindungen in der Zeit des Nationalsozialismus sorgten für die Zeit von 1933 bis 1945 für eine Unterbrechung der Tätigkeit, die unmittelbar nach Kriegsende wiederaufgenommen wurde.
Heute ist die Volksbühne die älteste Besucherorganisation der Stadt München.
Ziel der Organisation als gemeinnützigem Verein ist es nach wie vor, viele Münchner Bürger für das Theater zu gewinnen. Die soziale Aufgabe, die Theaterbesuche für treue Besucher zu ermäßigten Preisen zu gewährleisten ist bis in die Gegenwart geblieben.

## Weblink
- Offizielle Website